# Dariusz Król (naukowiec)
Dariusz Król (ur. 1966 r. we Wrocławiu) – informatyk, wykładowca oraz profesor Politechniki Wrocławskiej. Laureat IBM Eclipse Award. Stypendysta Marie Curie na Bournemouth University w Wielkiej Brytanii i stypendysta DAAD na Uniwersytecie Fryderyka i Aleksandra w Erlangen w Niemczech. Współautor ponad 160 publikacji naukowych. Ekspert w dziedzinie inżynierii wiedzy. Jego zainteresowania naukowe i aplikacyjne są związane z zagadnieniami propagacji wiedzy, integracji i jakości danych, analizy predykcyjnej, technik kognitywnych, uczenia głębokiego, w szczególności w zastosowaniach przemysłowych.

## Życiorys
Urodził się w 1966 roku we Wrocławiu. Jest absolwentem III Liceum Ogólnokształcącego im. Adama Mickiewicza we Wrocławiu. W roku 1990 z oceną bardzo dobrą ukończył studia magisterskie na Wydziale Informatyki i Zarządzania Politechniki Wrocławskiej, uzyskując tytuł magistra inżyniera informatyki. W roku 2001, na tej samej uczelni, otrzymał tytuł doktora nauk technicznych w dziedzinie informatyki. W latach 2012–2014 był zatrudniony na stanowisku Marie Curie Senior Research Fellow w Bournemouth University. Po powrocie do kraju, w 2017 roku, po przeprowadzeniu postępowania habilitacyjnego nadano mu stopień doktora habilitowanego nauk technicznych, a dwa lata później został profesorem Politechniki Wrocławskiej. Od 2021 roku pełni funkcję prodziekana ds. ogólnych na Wydziale Informatyki i Telekomunikacji Politechniki Wrocławskiej. Decyzją Ministra Nauki i Szkolnictwa Wyższego został powołany do składu Polskiej Komisji Akredytacyjnej na kadencję 2024-2027. Został wybrany do Senatu Politechniki Wrocławskiej na kadencję 2024-2028.

## Działalność naukowa, dydaktyczna i współpraca z biznesem
Aktywnie uczestniczy w pracach komitetów naukowych i organizacyjnych w ponad stu konferencjach w kraju i za granicą. Jest ekspertem Komisji Europejskiej, Narodowego Centrum Badań i Rozwoju, Narodowej Agencji Wymiany Akademickiej, Fundacji na rzecz Nauki Polskiej oraz kilku zagranicznych programów naukowych i stypendialnych m.in. w Hiszpanii, Serbii, Irlandii i na Cyprze. Jest członkiem Komitetu Technicznego Computational Collective Intelligence IEEE SMC. Jest redaktorem czasopism Computational Intelligence oraz International Journal of Distributed Systems and Technologies. Pełni funkcję Przewodniczącego Komisji Programowej dla kierunku Informatyka Stosowana na Politechnice Wrocławskiej. W 2020 roku został wybrany na Wiceprzewodniczącego Zarządu Oddziału SMC 28 Polskiej Sekcji IEEE.
Wykładał na wielu europejskich i azjatyckich uniwersytetach, m.in. w Korei (Yeungnam University, Chung-Ang University), w Niemczech (University of Erlangen–Nürnberg), w Japonii (Kyoto University), w Wielkiej Brytanii (Queen Mary University of London, King's College London).
Prowadzone przez niego badania naukowe są ściśle powiązane z rozwiązywaniem praktycznych problemów inżynierii wiedzy, w takich przedsiębiorstwach jak PKP, w administracji geodezyjnej i kartograficznej oraz administracji samorządowej i firmach produkcyjnych.

## Odznaczenia i wyróżnienia
Odznaczony m.in. Medalem Srebrnym (2011) i Złotym (2022) za Długoletnią Służbę

oraz Medalem Komisji Edukacji Narodowej (2022)
. Za działalność opozycyjną w latach 1982–1985 został uhonorowany Krzyżem Wolności i Solidarności. Został odznaczony Krzyżem Kawalerskim Orderu Odrodzenia Polski za wybitne zasługi dla transformacji ustrojowej Polski oraz za osiągnięcia w podejmowanej z pożytkiem dla kraju pracy zawodowej i społecznej.